# Château des Doyens
Le château des Doyens est situé sur la commune de Carennac, dans le département du Lot.

## Historique

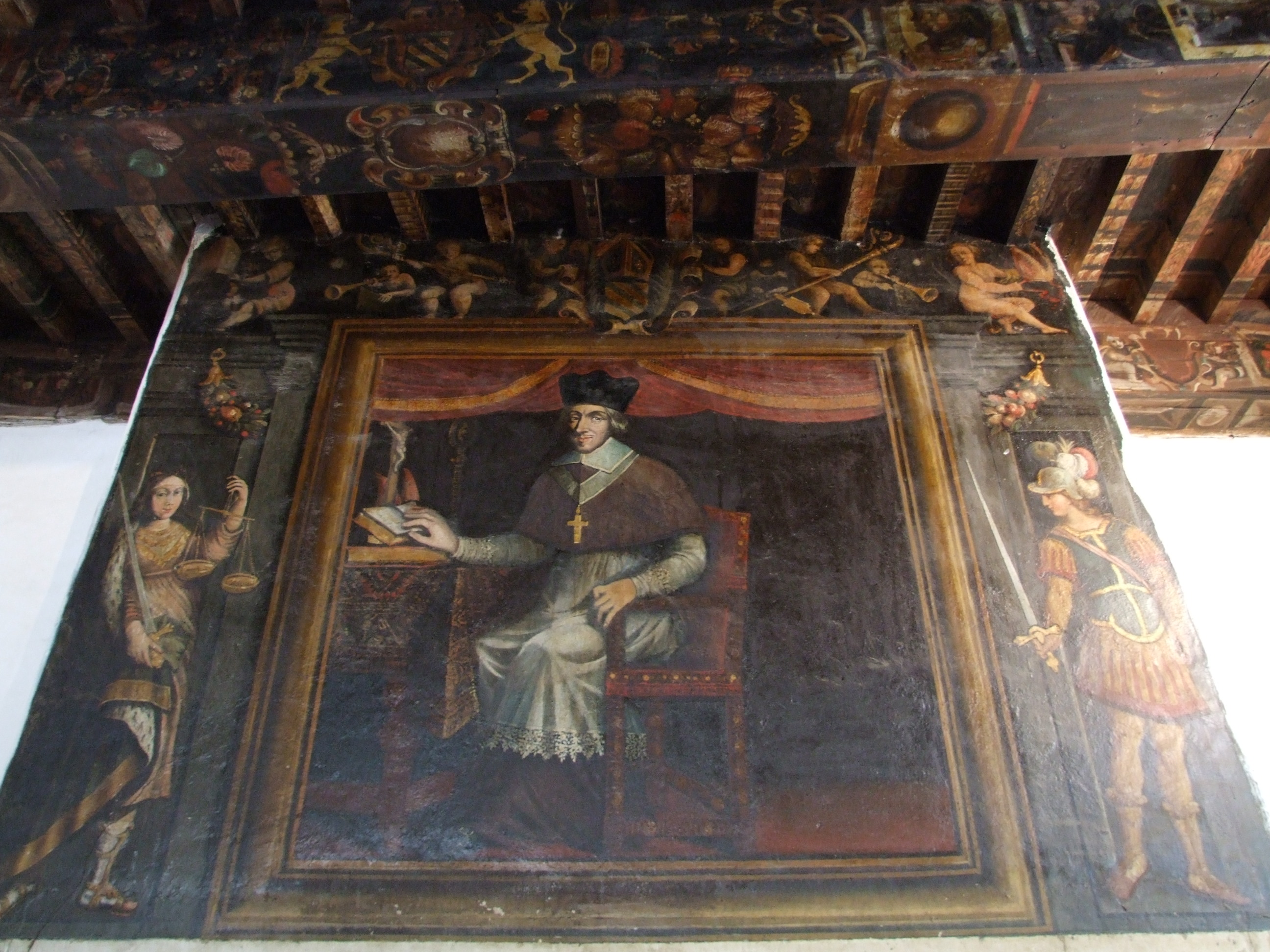
Portrait de François Salignac de la Mothe-Fénelon, évêque de Sarlat et doyen de Carennac.

Le doyen Alain de Ferrières (1529-1554) a fait construire le château des doyens et les chapelles du collatéral nord.
Le décor du plafond du grand salon a été exécuté à la demande de François Salignac de la Mothe-Fénelon, évêque de Sarlat, doyen de Carennac de 1630 à 1681. Il est représenté dans le portrait peint sur le manteau de la cheminée.
La peinture du Saint Sacrement peut dater du XVIIIe siècle.
Le château a été inscrit au titre des monuments historiques, sauf les parties classées, le 22 octobre 1929, les façades et les toitures avec la galerie surmontant le bas-côté nord de l'église, la porte fortifiée à l'ouest, l'ancien mur fortifié avec sa tour d'angle à l'est et le plafond peint du grand salon ont été classés le 2 février 1938.